# المفوضية الأوروبية لكفاءة العدالة
المفوضية الأوروبية لكفاءة العدالة (CEPEJ) هي هيئة سلطة قضائية تتألف من خبراء من جميع الدول ال 47 الأعضاء في مجلس أوروبا، وتعد أدوات لتحسين كفاءة وأداء العدالة في أوروبا (بما في ذلك منح صفة المراقب للمشاورات مع المنظمات غير الحكوميةs outside of Europe).